# Hélène Barbier
Pour les articles homonymes, voir Barbier.
Hélène Barbier, née le 3 juillet 1966 à Saint-Étienne-de-Tinée, est une skieuse alpine française.
Elle est la femme du joueur de hockey sur glace Philippe Bozon. Ils ont trois enfants Timothé, Kevin et Allison.

## Biographie
Hélène Barbier est la fille de Gilbert Barbier (président du club des sports d'Auron) et de Josette Lombard (1944 2020). Elle a pour sœur la skieuse alpine Rita Barbier.

## Résultats

### Championnats du monde
- Championnats du monde 1985 : 5e en slalom

### Coupe du monde
- Meilleur résultat au classement général : 32e en 1984
- 1 podium lors de la Coupe du monde de ski alpin 1985 (2e de l'épreuve de slalom de Davos le 9 décembre 1984)

### Championnats du monde juniors
- - Médaillée d'argent en 1983 en slalom
  - Médaillée d'argent en 1984 en slalom
  - Médaillée d'argent en 1984 en combiné

### Championnats de France
Elle a été 4 fois Championne de France Elite dont : 
- 2 fois Championne de France de Slalom Géant en 1982[4] et 1984
- 2 fois Championne de France de Combiné en 1984 et 1986